# Gersjön
Gersjön är en sjö på Holmön i Umeå kommun i Västerbotten och ingår i Dalkarlsån-Sävaråns kustområde.